# Strange magic
Strange magic is een lied dat Jeff Lynne schreef voor het studioalbum Face the music van het Electric Light Orchestra (ELO).
Lynne leidde het werk zelf in met de tekst:
You’re sailing softly through the sun in a broken stone age dawn.
Richard Tandy, normaal toetsenist van ELO, voorzag het werk van een huilende klank op gitaar, daar waar de “normale” gitarist Lynne zich in dit nummer beperkte tot de twaalfsnarige akoestische gitaar. Lynne gaf later toe, dat hij het maar niet voor elkaar kreeg. Het nummer begint zonder slagwerk. Tijdens concerten kwam drummer Bev Bevan van achter zijn drumstel om vooraan het podium mee te zingen, zichzelf begeleidend op een tamboerijn.
In de periode voorafgaand aan 2012 nam Lynne het opnieuw op in zijn privé/thuisstudio; ELO was toen inactief. Hij was van mening dat Strange magic beter zou klinken als hij moderner instrumenten zou gebruiken. Deze opname werd gezet op Mr. Blue Sky: the very best of Electric Light Orchestra dat in 2012 uitkwam.

## Single
In 1976 werd het nummer uitgebracht op single. Album en single werden in Nederland uitgegeven door Jet Records, in Nederland gedistribueerd via Polydor. Op de B-kant werd het veel oudere Daybreaker geperst. De single haalde de Nederlandse en Belgische hitlijsten niet; in Nederland stond het wel vijf weken in de tipparade. In het Verenigd Koninkrijk haalde het in drie weken de 38e plaats. In de twee voornaamste Amerikaanse lijsten (Billboard Hot 100 en Cashbox) haalde het een 14e plaats.

## NPO Radio 2 Top 2000
| Nummer met noteringen in de NPO Radio 2 Top 2000 | '00  | '01 | '02  |
| ------------------------------------------------ | ---- | --- | ---- |
| Strange Magic                                    | 1862 | -   | 1553 |

1. ↑  Een '-' betekent dat het nummer niet was genoteerd en een vetgedrukt getal geeft de hoogste notering aan.
2. ↑  2000 was het eerste jaar met een notering voor dit nummer.
3. ↑  Deze tabel is bijgewerkt tot en met de laatste editie (2024).